# Mesogona taedata
Mesogona taedata är en fjärilsart som beskrevs av Augustus Radcliffe Grote 1876. Mesogona taedata ingår i släktet Mesogona och familjen nattflyn. Inga underarter finns listade i Catalogue of Life.